# Молодіжна збірна Данії з хокею із шайбою
Молодіжна збірна Данії з хокею із шайбою — національна молодіжна команда Данії, складена з гравців віком не більше 20 років, що представляє країну на міжнародних змаганнях з хокею із шайбою. Командою опікується Хокейний Союз Данії.

## Історія
Молодіжна збірна Данії є постійним учасником чемпіонатів світу серед молодіжних команд, до 2000-их років виступали здебільшого у групах «В» та «С». Починаючи з 2002 року збірна поступово долає один за одним нижчі дивізіони, а у 2007 році займають перше місце у групі «А» першого дивізіону та отримали право дебютувати у Топ-групі. Чемпіонат 2008 року збірна провела у вищому дивізіоні та посіла останнє десяте місце.
Відігравши три чемпіонати у групі «А» першого дивізіону, знову повернулись до вищого дивізіону. Результат чемпіонату 2012 року останнє десяте місце та вибуття. Через два роки збірна знову повернулась до топ-дивізіону. Чемпіонат 2015 року закінчила на восьмому місці, поступившись у чвертьфіналі майбутнім чемпіонам світу канадцям 0:8. 

## Результати на чемпіонатах світу
- 1979 рік – Закінчили на 4-му місці (Група «В»)
- 1980 рік – Закінчили на 5-му місці (Група «В»)
- 1981 рік – Закінчили на 5-му місці (Група «В»)
- 1982 рік – Закінчили на 4-му місці (Група «В»)
- 1983 рік – Закінчили на 7-му місці (Група «В»)
- 1984 рік – Закінчили на 8-му місці (Група «В»)
- 1985 рік - Закінчили на 5-му місці (Група «С»)
- 1986 рік - Закінчили на 2-му місці (Група «С»)
- 1987 рік – Закінчили на 2-му місці (Група «С»)
- 1988 рік – Закінчили на 1-му місці (Група «С»)
- 1989 рік – Закінчили на 7-му місці (Група «В»)
- 1990 рік – Закінчили на 4-му місці (Група «В»)
- 1991 рік – Закінчили на 8-му місці (Група «В»)
- 1992 рік – Закінчили на 2-му місці (Група «С»)
- 1993 рік – Закінчили на 2-му місці (Група «С»)
- 1994 рік – Закінчили на 3-му місці (Група «С»)
- 1996 рік – Закінчили на 3-му місці (Група «С»)
- 1997 рік – Закінчили на 3-му місці (Група «С»)
- 1998 рік – Закінчили на 1-му місці (Група «С»)
- 1999 рік – Закінчили на 3-му місці (Група «В»)
- 2000 рік – Закінчили на 8-му місці (Група «В»)
- 2001 рік – Закінчили на 4-му місці (Дивізіон II)
- 2002 рік – Закінчили на 2-му місці (Дивізіон II)
- 2003 рік – Закінчили на 5-му місці (Дивізіон І Група «В»)
- 2004 рік – Закінчили на 2-му місці (Дивізіон І Група «А»)
- 2005 рік – Закінчили на 3-му місці (Дивізіон І Група «В»)
- 2006 рік – Закінчили на 2-му місці (Дивізіон І Група «А»)
- 2007 рік – Закінчили на 1-му місці (Дивізіон І Група «А»)
- 2008 рік – Закінчили на 10-му місці
- 2009 рік – Закінчили на 2-му місці (Дивізіон І Група «В»)
- 2010 рік – Закінчили на 2-му місці (Дивізіон І Група «А»)
- 2011 рік – Закінчили на 1-му місці (Дивізіон І Група «В»)
- 2012 рік – Закінчили на 10-му місці
- 2013 рік – Закінчили на 3-му місці (Дивізіон І Група «А»)
- 2014 рік – Закінчили на 1-му місці (Дивізіон І Група «А»)
- 2015 рік – Закінчили на 8-му місці
- 2016 рік – Закінчили на 8-му місці
- 2017 рік – Закінчили на 5-му місці
- 2018 рік – Закінчили на 9-му місці
- 2019 рік – Закінчили на 10-му місці
- 2020 рік – Закінчили на 5-му місці (Дивізіон І Група «A»)
- 2021 рік – Турніри дивізіонів I, II та III скасовано через пандемію COVID 19.
- 2022 рік – Закінчили на 5-му місці (Дивізіон І Група «A»)
- 2023 рік – Закінчили на 5-му місці (Дивізіон І Група «A»)
- 2024 рік – Закінчили на 3-му місці (Дивізіон І Група «А»)
- 2025 рік – Закінчили на 1-му місці (Дивізіон І Група «А»)